# 馬士基V級貨櫃船
快桅V級貨櫃船（英文：Maersk V-class container ship）是舟山中遠海運重工為快桅航運建造的貨櫃船系列。最大載櫃量為3,596個20呎標準貨櫃，船隻於2018年至2019年間投入服務。
這批船是馬士基航運為拓展北歐運力而訂造。相比之前委託丹麥或韓國的造船廠建造，這次馬士基航運首次選擇委託中國的造船廠建造，同時亦是馬士基航運有史以來在中國造船廠投放的最大貨櫃船訂單。

## 歷史

### 建造
2015年3月，馬士基航運與舟山中遠海運重工簽署一份新的造船訂單。該訂單涉及七艘能夠裝載3,600個20呎標準貨櫃的貨櫃船。這批船將由馬士基航運管理，入級英國勞氏船級社，冰級為1A（芬蘭-瑞典冰級），適航於冰區。
船隻全長200米，寬35米，吃水為10米，最多可裝載3,596個20呎標準貨櫃和600個冷藏貨櫃。主機是由德國曼恩公司設計的MAN-B&W 6G60ME-C9二行程6缸柴油發動機，設計航速為22節。主輔設備均能在零下25攝氏度的環境正常運作。

### 投入服務
2018年2月1日，第一艘V級貨櫃船維斯瓦
•馬士基號成功交付，並開始執航於北歐支線1號航線。2019年3月20日，最後一艘V級貨櫃船瓦加•馬士基號成功交付，標誌著七艘V級貨櫃船全數投入服務。

## 船隻列表
七艘V級貨櫃船將全數以北歐各地以「V」字頭的著名河流命名。分別為：
- 維斯瓦•馬士基號（Vistula Maersk），以位於波蘭最長的河流維斯瓦河命名。
- 窩瓦•馬士基號（Volga Maersk），以位於俄羅斯西南部的歐洲最長河流窩瓦河命名。
- 瓦延加•馬士基號（Vayenga Maersk），以位於俄羅斯的瓦延加河命名。
- 文塔•馬士基號（Venta Maersk），以流經立陶宛和拉脫維亞境內的文塔河命名。
- 沃克西•馬士基號（Vuoski Maersk），以位於卡累利阿地峽北部，流經芬蘭和俄羅斯的沃克西河命名。
- 維爾尼亞•馬士基號（Vilnia Maersk），以位於立陶宛的維爾尼亞河命名。
- 瓦加•馬士基號（Vaga Maersk），以位於俄羅斯沃洛格達州和阿爾漢格爾斯克州的瓦加河命名。

| 船名           | 中文船名        | 造船編號 | IMO編號 | 呼號  | 交付日期      | 狀態   | 所有者   | 備註 | 參考資料 |
| -------------- | --------------- | -------- | ------- | ----- | ------------- | ------ | -------- | ---- | -------- |
| Vistula Maersk | 維斯瓦•馬士基   | N688     | 9775737 | OWYC2 | 2018年2月1日  | 服役中 | 快桅航運 |      | [ 5 ]    |
| Volga Maersk   | 窩瓦•馬士基     | N689     | 9775749 | OWJV2 | 2018年4月3日  | 服役中 | 快桅航運 |      | [ 6 ]    |
| Vayenga Maersk | 瓦延加•馬士基   | N690     | 9775751 | OWCF2 | 2018年5月29日 | 服役中 | 快桅航運 |      | [ 7 ]    |
| Venta Maersk   | 文塔•馬士基     | N691     | 9775763 | OWHH2 | 2018年7月11日 | 服役中 | 快桅航運 |      | [ 8 ]    |
| Vuoski Maersk  | 沃克西•馬士基   | N692     | 9775775 | OWVA2 | 2018年9月11日 | 服役中 | 快桅航運 |      | [ 9 ]    |
| Vilnia Maersk  | 維爾尼亞•馬士基 | N693     | 9778533 | OWXJ2 | 2019年1月7日  | 服役中 | 快桅航運 |      | [ 10 ]   |
| Vaga Maersk    | 瓦加•馬士基     | N694     | 9778545 | OWAO2 | 2019年3月20日 | 服役中 | 快桅航運 |      | [ 11 ]   |

## 外部連結
- （英文）快桅首頁 （页面存档备份，存于）